# Histoire de fantômes chinois
Série
Histoire de fantômes chinois 2
(1990)
Pour plus de détails, voir Fiche technique et Distribution.
Histoires de fantômes chinois ou A Chinese Ghost Story (chinois traditionnel : 倩女幽魂 ; cantonais Jyutping : Sinnui yauwan) est un film hongkongais réalisé par Ching Siu-tung et produit par Tsui Hark, sorti en 1987.
Il s'agit d'une libre adaptation de la nouvelle L'Étui merveilleux du recueil de Pu Songling Liaozhai zhiyi reprenant une partie des éléments d'une précédente adaptation, L'Ombre enchanteresse de Li Han-hsiang, en compétition au festival de Cannes en 1960.

## Synopsis
Ning (Leslie Cheung) est un inspecteur des impôts un peu timide, qui doit se rendre dans des campagnes reculées pour faire son travail. Lors de l'une de ses habituelles tournées, il passe la nuit dans le temple Lan Jou. Il rencontre le taoiste Yen et une femme mystérieuse Hsiao-tsing. Celle-ci est un fantôme séduisant les hommes pour les offrir à son maître l'arbre démon.

## Fiche technique
- Titre : Histoires de fantômes chinois
- Titre original : 倩女幽魂, Sinnui yauwan
- Titre anglais : A Chinese Ghost Story
- Réalisation : Ching Siu-tung
- Scénario : Kai-Chi Yun
- Musique : Romeo Díaz et James Wong
- Production : Tsui Hark et Claudie Chung Jan
- Montage : David Wu
- Photographie : Huang Yongheng, Lau Moon-Tong, Sander Lee, Jiaogao Li, Putang Liu, Poon Hang-Sang et Wong Wing-Hang
- Sociétés de production : Cinema City Film Productions et Film Workshop
- Budget : 5 600 000 $ (estimation)
- Pays d'origine :  Hong Kong
- Langue : cantonais
- Genre : Comédie romantique, Film d'action, Film de fantasy, Film d'horreur
- Durée : 98 minutes
- Dates de sortie :
  - Hong Kong : 18 juillet 1987
  - France : 28 décembre 1988

## Distribution
- Leslie Cheung (VF : Jean-Benoît Terral) : Ning Tsai-shen
- Joey Wong (VF : Roxane Lebrun) : Nieh Hsiao-tsing
- Wu Ma (VF : Gérard Boucaron) : taoïste Yen Che-hsia
- Lam Wai (VF : Gabriel Le Doze) : Hsia-hou
- Lau Siu-ming : arbre démon
- Xue Zhilun : Siu-ching
- Wong Jing (VF : Jean-Pierre Malardé) : juge
- David Wu : assistant du juge

## Autour du film
- Le film a deux suites : Histoires de fantômes chinois 2 (1990) et Histoires de fantômes chinois 3 (1991).
- Tsui Hark réalise un remake en version animée de ce film en 1997.
- Jeffrey Lau réalise aussi un remake, A Chinese Tall Story (2009), avec Nicholas Tse et Charlene Choi; et Wilson Yip fait de même avec A Chinese Ghost Story (2011), avec Louis Koo et Liu Yifei.

## Distinctions
- 12 nominations et 3 récompenses aux Hong Kong Film Awards de 1988.
- Prix spécial du jury au Festival international du film fantastique d'Avoriaz 1988